# Palazzo Veronesi
Palazzo Veronesi è un edificio storico di Milano situato in piazza Duse al civico 4.

## Storia
Il palazzo fu realizzato tra il 1923 e il 1926 quando i terreni precedentemente occupati da giardini furono lottizzati per la costruzione di appartamenti signorili.

## Descrizione
Realizzato in uno stile tardo eclettico, il palazzo presenta un ricchissimo spartito decorativo: al secondo piano degli omenoni sorreggono la balconata con balaustri del piano nobile, ornato con finestre con cornici di ispirazione barocche. Al terzo piano un balcone in ferro battuto è sorretto da mensole con erme e finestre con timpani curvi spezzati. La decorazione prosegue nel resto della facciata con fregi e paraste.